# Phi Andromedae
Phi Andromedae este o stea din constelația Andromeda.